# Heisenberg szeme
A Heisenberg szeme (The Eyes of Heisenberg) Frank Herbert 1966-ban megjelent sci-fi regénye. A genetikus disztópia először a Galaxy magazinban jelent meg folytatásokban a lap 1966. júniusi és augusztusi számában. Magyarországon 2011-ben F. Nagy Piroska fordításában a Szukits Könyvkiadó adta ki.

## Történet
|  | Alább a cselekmény részletei következnek! |

A távoli jövőben létrejöttek a szuperemberek, az optimberek, akik a megfelelő gyógyszeres kezeléssel évezredekig elélhetnek. A génsebészeti úton manipulált dolgozó nép sokasága szolgaként él, többségük sterka (steril, nemzőképtelen), közülük csak a kiválasztott kevesek kapnak jogot a szaporodásra. A közemberek szigorú ellenőrzés alatt állnak, alig ismerik a múltat, csak a leghűségesebbek, leghasznosabbak számára biztosítják az optimberek a hosszú életet. Régebben léteztek még kiborgok is, de őket véres harcokban kiirtottak a kasztrendszer vezetői. Az optimberek a Földön maradtak, lemondtak a világűr meghódításáról, és minden további nagyszabású tervről, hogy stabil, kiszámítható, változásmentes rendszert hozhassanak létre.
Dr. Vyaslav Potter, a Központ génsebész specialistája egy napon különleges beavatkozást hajt végre. Nem tudja, de a titkos Szülői Ellenállás egyik emberpárjának, a Durant házaspárnak az embrióján végez genetikai metszést. A doktor a műtét közben észleli, hogy az embrió rendelkezik mindazzal a potenciállal, ami lehetővé teszi számára, hogy kivételes optimber váljon belőle. Egy nem azonosítható, ismeretlen külső erő hatására azonban a génsebészeti beavatkozás eredménye egy olyan magzat lesz, melynek ha felnőtté válik, nem lesz szüksége enzimbevitelre a hosszú élethez. Ráadásul az újfajta, még tökéletesebb ember képes lesz egészséges, élő gyermekek természetes úton való nemzésére. Potter, bár az életét kockáztatja, mégis képtelen rá, hogy elpusztítsa az embriót, amely veszélybe sodorhatja az optimberek uralmát. Egy olyan folyamatot indít el, ami gyökerestől megváltoztatja a fennálló rendszert, reményt ad az elnyomott milliárdok számára a felemelkedésre.
|  | Itt a vége a cselekmény részletezésének! |

## Szereplők
- Harvey és Lizbeth Durant
- dr. Vyaslav Potter
- dr. Thei Svengaard
- Glisson – magas rangú kiborg
- dr. Boumour és dr. Igan (magas rangú sebészek)
- Max Allgood, a Központi Biztonsági Szolgálat főnöke
- Nourse, a Tuyere[2] tagja
- Schruille, a Tuyere tagja
- Calapine, a Tuyere női tagja

## Magyarul
- Heisenberg szeme; ford. F. Nagy Piroska; Szukits, Szeged, 2011

## Díj
A könyvet Nebula-díjra jelölték, de nem kapta meg.